# Porten (bergspass i Antarktis)
Porten är ett bergspass i Antarktis. Det ligger i Östantarktis. Norge gör anspråk på området. Porten ligger 1 870 meter över havet.
Terrängen runt Porten är lite bergig, och sluttar norrut. Trakten är obefolkad. Det finns inga samhällen i närheten. 